# Grigori Tarasévich
Grigori Arkádievich Tarasévich –en ruso, Григорий Аркадьевич Тарасевич– (Omsk, 1 de agosto de 1995) es un deportista ruso que compite en natación, especialista en el estilo espalda.
Ganó dos medallas en el Campeonato Europeo de Natación de 2016, plata en 100 m espalda y bronce en 50 m espalda. Participó en dos Juegos Olímpicos de Verano, ocupando el cuarto lugar en Río de Janeiro 2016 y en Tokio 2020, en el relevo 4 × 100 m estilos.

## Palmarés internacional
| Campeonato Europeo | Campeonato Europeo    | Campeonato Europeo | Campeonato Europeo |
| Año                | Lugar                 | Medalla            | Prueba             |
| ------------------ | --------------------- | ------------------ | ------------------ |
| 2016               | Londres (Reino Unido) | Medalla de plata   | 100 m espalda      |
| 2016               | Londres (Reino Unido) | Medalla de bronce  | 50 m espalda       |